# SoDa (software)
SoDa es un generador de documentación desarrollado por IBM que facilita la creación automatizada de documentación para proyectos de software.

## Características
- Interfaz intuitiva y fácil de usar.
- Permite la generación de documentos mediante la extracción de datos directamente desde los repositorios de herramientas.
- Produce automáticamente documentos e informes en formato HTML.
- Utiliza plantillas para estandarizar distintos tipos de documentos dentro de un proyecto.
- Protege la información adicional introducida manualmente en los documentos.

## Plataformas compatibles
SoDa es compatible con las siguientes plataformas:
- HP-UX
- Solaris
- Windows 2000
- Windows 95
- Windows 98
- Windows NT